# Shamuel Avishar
Shamuel Avishar (in ebraico שמואל אבישר‎?; Haifa, 13 maggio 1947) è un ex cestista israeliano.

## Carriera
Con Israele ha partecipato a tre edizioni dei Campionati europei (1967, 1973, 1975).

## Palmarès
- Campionato israeliano: 4

Maccabi Tel Aviv: 1971-72, 1972-73, 1973-74, 1974-75
- Coppa di Israele: 3

Maccabi Tel Aviv: 1971-72, 1972-73, 1974-75